# Проскурівський ліс
Проскурівський ліс — заповідне урочище поблизу с. Проскурівка Хмельницького району на Хмельниччині. Була оголошена рішенням Хмельницького облвиконкому № 278 від 04.09.1982 року.

## Опис
Площа — 250 га. Мальовничий лісовий масив, де зростають рідкісні і занесені до «Червоної книги» рослини.

## Скасування
Станом на 01.01.2016 року об'єкт не міститься в офіційних переліках територій та об'єктів природно-заповідного фонду, оприлюднених на Єдиному державному вебпорталі відкритих даних http://data.gov.ua/. Проте ні в Міністерстві екології та природних ресурсів України, ні у Департаменті екології та природних ресурсів Хмельницької обласної державної адміністрації нема інформації про те, коли і яким саме рішенням було скасовано цей об'єкт природно-заповідного фонду.